# Flintemon
Flintemon är ett naturreservat i Askersunds kommun i Örebro län.
Området är naturskyddat sedan 2014 och är 31 hektar stort. Reservatet består av skog av barrträd och lövträd samt sumpskogar runt Ryttaresjön.